# Warhawk (Marvel Comics)
Warhawk, il cui vero nome è Mitchell Tanner, è un personaggio dei fumetti, creato da Chris Claremont (testi) e Patrick R. Broderick (disegni), pubblicati dalla Marvel Comics. La sua prima apparizione è in Marvel Premiere n. 23 (agosto 1975), è stato principalmente un avversario di Pugno d'Acciaio e degli X-Men.

## Biografia del personaggio

### Le origini
Mitchell Tanner era un soldato americano, durante la guerra del Vietnam perse il proprio contingente e fu adottato da una tribù di nativi. La guerra spazzò via anche la sua nuova famiglia, gravemente ferito venne recuperato dall'esercito e sottoposto ad un trattamento sperimentale che gli donò forza e resistenza sovrumane. Lo shock subito, tuttavia, rese la sua mente instabile. Mitchell, credendo di essere ancora in Vietnam nella sua mente sconvolta, attaccò dei passanti innocenti a Manhattan, tra i quali si trovavano anche Danny Rand e Colleen Wing. Inizialmente, il criminale sconfisse Pugno d'Acciaio e rapì la ragazza, Danny, tuttavia, non si arrese e inseguì i due; confrontatosi nuovamente con Warhawk lo batté e lo scaraventò in mare.

### Il ritorno
Salvatosi dallo scontro con Pugno d'Acciaio, Warhawk viene ingaggiato per uccidere Atom-Smasher e rubargli i poteri; colpito il criminale alla spalle con una pistola, fugge prima di essere catturato dal Golia Nero. Il suo incarico successivo lo vede confrontarsi con gli X-Men per conto di Sebastian Shaw, penetrato con l'inganno nella villa del Westchester, Warhawk droga Moira MacTaggert, Charles Xavier e Jean Grey, dopodiché attacca il resto del gruppo all'interno della Stanza del Pericolo. Sconfitto dalle forze combinate di Wolverine, Colosso e Nightcrawler, il criminale viene arrestato. Nuovamente libero, Mitchell decide di vendicarsi di Pugno d'Acciaio, si scontra con l'eroe e con Misty Knight su di una barca, dove, con non poca difficoltà, viene sconfitto e arrestato. Evaso di prigione, insiste nella sua vendetta contro Danny, prendendo in assedio Chinatown e riuscendo a sconfiggere l'eroe, solo l'intervento di Power Man, coadiuvato dallo scienziato che ha donato i poteri sia a Luke che a Mitchell, riesce a sbloccare la situazione e a permettere l'arresto del criminale.

### La redenzione
Mitchell viene posto sotto la custodia del Dott. Alexander Ryking, lo scienziato cerca un modo di ripristinare ed aumentare il potere del criminale, gli esperimenti condotti, tuttavia, rendono il corpo di Warhawk soggetto a forte instabilità. Quando il mutante Maverick viene inviato a uccidere il Dott. Ryking, Mitchell cerca di proteggerlo ma rimane coinvolto in un'esplosione che sembra distruggerlo. Sopravvissuto alla deflagrazione, Warhawk viene impiegato dallo S.H.I.E.L.D., in cambio del perdono, e ingaggiato come agente di supporto in una missione contro l'A.I.M..

## Poteri e abilità
Warhawk è un assassino, soldato e tiratore scelto; abile nell'uso di esplosivi, elettronica e computer. Ha forza, resistenza e agilità sovrumane e una pelle a prova di proiettile.